# Dexter Fletcher
Dexter Fletcher (Enfield (Londen), 31 januari 1966) is een Brits acteur en regisseur. 

## Carrière

### Als acteur
Dexter Fletcher volgde acteerles aan het Anna Scher Theatre in Noord-Londen. Reeds op jonge leeftijd begon hij met acteren. In 1976 had de toen tienjarige Fletcher een rol in de musicalfilm Bugsy Malone. Een jaar later maakte hij zijn theaterdebuut in de productie A Midsummer Night's Dream.
Gedurende de jaren 1980 werkte hij als jeugdacteur mee aan bekende films als The Long Good Friday (1980), The Elephant Man (1980), The Bounty (1984) en Caravaggio (1986). 
Als volwassen acteur speelde hij mee in bekende Britse filmproducties als Lock, Stock and Two Smoking Barrels (1998) en Layer Cake (2004). Daarnaast werkte hij ook voor televisie. Zo was hij te zien in verschillende afleveringen van de miniserie Band of Brothers (2001) en speelde hij een hoofdrol in de BBC-serie Hotel Babylon (2006–2009).

### Als regisseur
In 2011 maakte hij met de dramafilm Wild Bill zijn regiedebuut. De film leverde hem een BAFTA-nominatie op in de categorie voor beste Britse debuut. Nadien regisseerde hij vooral musicalproducties. In 2013 regisseerde hij de Schotse musicalfilm Sunshine on Leith en vier jaar later verving hij Bryan Singer als regisseur van de Queen-biopic Bohemian Rhapsody (2018). Een jaar later regisseerde Fletcher ook de Elton John-biopic Rocketman.

## Filmografie

### Als acteur
Film
| - Bugsy Malone (1976) - The Long Good Friday (1980) - The Elephant Man (1980) - The Bounty (1984) - Revolution (1985) - Caravaggio (1986) - The Raggedy Rawney (1988) - The Rachel Papers (1989) - Twisted Obsession (1990) - All Out (1991) - Prince Cinders (1993) - Jude (1996) - The Man Who Knew Too Little (1997) - Lock, Stock and Two Smoking Barrels (1998) - Topsy-Turvy (1999) - Tube Tales (1999) - Below (2002) - Stander (2003) - The Secret of Year Six (2004) - Layer Cake (2004) |  | - Doom (2005) - Tristan & Isolde (2006) - Stardust (2007) - Autumn (2008) - Kick-Ass (2010) - Amaya (2010) - Dead Cert (2010) - Jack Falls (2011) - Fedz (2011) - The Three Musketeers (2011) - Wild Bill (2011) - Coven (2012) - Muppets Most Wanted (2014) - Respectable: The Mary Millington Story (2014) - Terminal (2018) |

Televisie (selectie)
- The Bill (1989)
- Band of Brothers (2001)
- Hotel Babylon (2006–2009)
- Misfits (2009)
- White Van Man (2011)
- Death in Paradise (2013)

### Als regisseur
- Wild Bill (2011)
- Sunshine on Leith (2013)
- Eddie the Eagle (2016)
- Bohemian Rhapsody (2018)
- Rocketman (2019)